# San Paolo della Croce a Corviale (titre cardinalice)
Le titre cardinalice de San Paolo della Croce a Corviale (Saint Paul de la Croix à Corviale) est érigé par le pape Jean-Paul II le 25 mai 1985 et rattaché à l'église romaine de San Paolo della Croce.

## Titulaires
- Louis-Albert Vachon (1985-2006)
- Oswald Gracias (2007- )